# The Remix Album (Milli Vanilli)
The Remix Album è un album di remix del gruppo musicale Milli Vanilli, pubblicato nel 1990.

## Descrizione
L'album è una pubblicazione speculare a The U.S.-Remix Album: All or Nothing, ma rivolta al mercato americano. Include infatti i remix di alcuni brani non presenti in Girl You Know It's True, edizione americana dell'album di debutto europeo del gruppo, All or Nothing. È l'ultimo album pubblicato prima dello scandalo playback che ha coinvolto i due frontmen Fab Morvan e Rob Pilatus.

## Tracce
1. Girl You Know It's True – 5:30
2. Baby Don't Forget My Number – 5:32
3. Blame It on the Rain – 5:49
4. All or Nothing – 5:38
5. Money – 5:33
6. Hush – 4:17
7. Can't You Feel My Love – 4:16
8. Boy in the Tree – 4:06
9. Girl I'm Gonna Miss You – 5:15